# 成田ケーブルテレビ
成田ケーブルテレビ株式会社（なりたケーブルテレビ、Narita Cable Television）は、千葉県成田市に本社があるケーブルテレビ局。

## 概要
1987年に会社設立、1990年に開局。株主は成田山表参道の商店主が大半と、地元資本で構成されていた。コミュニティチャンネルは11チャンネル。開局当初のニュース番組は「ケーブルかわらばん」だった。現在は成田市、富里市、周辺市町村の出来事を伝える「NEWS JOINT！」がメインのニュース番組である。
ニュース以外では地域のラーメン店を紹介する「成田麺道」、定食屋などを紹介する「ジョイマンの飯たび」、周辺エリアのヒト・モノ・スポットなどを紹介する「ライスのまちなび」、成田・富里ゆかりの著名人がお勧めの本を紹介する「ココロの本棚」、市内団体からゲストを招いて簡単な英会話を学ぶ「おもてなし英語in NARITA」、ドローンを使った地域の空撮映像「空から」などの番組がある。
毎年4月の成田太鼓祭、7月の成田祇園祭、10月のNARITA花火大会in印旛沼や成田弦まつりの生中継を行っている。その中でも7月に成田山新勝寺で行われる成田祇園祭の三日間の生中継が最大の目玉番組となっている。
また、SNSやYouTubeにも力を入れている。
インターネット接続サービス（同軸エリア：2～160Mbps、光エリア：30Mbps～1Gbps）も行っている。

## サービスエリア
全て千葉県。
- 成田市（大栄地区の一部を除く）
- 富里市日吉台と日吉倉の一部

## 主な放送チャンネル

### 地上波系列別再送信局
| NHK-G   | NHK-E   | NNN/NNS    | ANN        | JNN       | TXN        | FNN/FNS    | JAITS                 |
| ------- | ------- | ---------- | ---------- | --------- | ---------- | ---------- | --------------------- |
| NHK東京 | NHK東京 | 日本テレビ | テレビ朝日 | TBSテレビ | テレビ東京 | フジテレビ | チバテレ TOKYO MX tvk |

### テレビ局
| デジタル   | 放送局                         |
| ---------- | ------------------------------ |
| D011       | NHK総合                        |
| D021       | NHKEテレ                       |
| D031       | チバテレ                       |
| D031-1     | tvk                            |
| D041       | 日本テレビ                     |
| D051       | テレビ朝日                     |
| D061       | TBSテレビ                      |
| D071       | テレビ東京                     |
| D081       | フジテレビ                     |
| D091       | TOKYO MX                       |
| D111       | コミニュティチャンネル         |
| BS101      | NHK BS                         |
| BS141      | BS日テレ                       |
| BS151      | BS朝日                         |
| BS161      | BS-TBS                         |
| BS171      | BSテレ東                       |
| BS181      | BSフジ                         |
| BS191〜193 | WOWOW                          |
| BS200      | BS10                           |
| BS201      | BS10スターチャンネル           |
| BS211      | BS11 イレブン                  |
| BS222      | BS12 トゥエルビ                |
| BS231      | 放送大学テレビ                 |
| J702       | 安全・安心情報チャンネル       |
| J708       | 読売文字ニュース               |
| J710       | ショップチャンネル             |
| J724       | 囲碁・将棋チャンネル           |
| J530       | J SPORTS 3                     |
| J531       | J SPORTS 1                     |
| J532       | J SPORTS 2                     |
| J533       | J SPORTS 4                     |
| J534       | スカイA                        |
| J536       | 日テレジータス                 |
| J537       | ゴルフネットワーク             |
| J741       | 釣りビジョン                   |
| J750       | チャンネルNECO                 |
| J751       | ファミリー劇場                 |
| J552       | 日本映画専門チャンネル         |
| J553       | 時代劇専門チャンネル           |
| J754       | Dlife                          |
| J755       | スーパー!ドラマTV              |
| J758       | ミステリーチャンネル           |
| J763       | 衛星劇場                       |
| J770       | スペースシャワーTV             |
| J772       | MTV                            |
| J774       | 歌謡ポップスチャンネル         |
| J781       | キッズステーション             |
| J782       | アニマックス                   |
| J790       | 日経CNBC                       |
| J791       | BBCワールド                    |
| J792       | CNNj                           |
| J793       | 日テレNEWS24                   |
| J795       | テレ朝チャンネル2              |
| J797       | アニマルプラネット             |
| J798       | ヒストリーチャンネル           |
| J799       | ナショナル ジオグラフィック    |
| J810       | グリーンチャンネル             |
| J811       | グリーンチャンネル2            |
| J953       | パラダイステレビ               |
| J954       | ピンクチェリー（チェリーボム） |

- 地上デジタルテレビジョン放送は周波数変換パススルー方式を採用。
- デジタルTVはJC-HITSを使用している。

### FMラジオ放送
| MHz  | 放送局        |
| ---- | ------------- |
| 78.0 | bayfm         |
| 80.0 | TOKYO FM      |
| 80.7 | NHK千葉FM放送 |
| 81.3 | J-WAVE        |
| 82.5 | NHK東京FM放送 |
| 84.7 | Fm yokohama   |

FMラジオ再送信は2020年9月1日に終了。